# Nick Griffin
Nicholas John Griffin (født 1. marts 1959) er en britisk politiker, der i perioden 1999-2014 var formand for British National Party (BNP). Han var i perioden fra 2009 til 2014 indvalgt som medlem af Europa-Parlamentet for partiet. I parlamentsgruppen var han løsgænger. 
Det lykkedes Griffin i sin periode som formand for BNP at trække partiet i en mere moderat retning, der appellerede til vælgergrupper på højrefløjen, og under Griffin opnåede partiet ved Europaparlamentsvalget 2009 et godt valg, ligesom partiet opnåede en vis fremgang ved lokalvalg i perioden. Ved Europa-Parlamentsvalget 2014 oplevede partiet imidlertid væsentlig tilbagegang, og Griffin valgte den 21. juli 2014 at trække sig fra formandsposten i BNP efter uro i partiet. Han fik herefter titel som "president" i partiet.